# Helminda pilipennis
Helminda pilipennis là một loài bọ cánh cứng trong họ Cerambycidae.